# Karmøy
Karmøy ist eine Kommune auf der gleichnamigen Insel in Rogaland in Norwegen. Zur Kommune gehören außer dieser Insel die Insel Fosen sowie ein Festlandsteil bei Haugesund. Die administrative Verwaltung befindet sich in Kopervik.

## Geographie
Die Insel ist durch eine Brücke über den Karmsund mit dem Festland verbunden. Die höchste Erhebung der Kommune ist Søra Sålafjellet (132 moh.) südlich von Kopervik. Karmøy liegt in der Landschaft Haugaland.
Die ehemals selbständigen Kommunen Vedavågen, Sandve, Ferkingstad und Visnes wurden 1965 zur Kommune Karmøy vereinigt.
In der Kommune gibt es drei Städte: Kopervik, Skudeneshavn, Åkrehamn.

## Geschichte
Der Hortfund von Karmøy besteht aus 25 Feuersteindolchen sowie einer Anzahl von Feuersteinwerkzeugen und Abschlägen, die aus Dänemark importiert wurden und bei Hauske gefunden wurden.
Ältester Ort der Insel ist Avaldsnes nördlich auf der Insel am Karmsund.
Der Ort ist für sein archäologisches Fundmilieu bekannt, darunter Grabhügel der Bronzezeit, das am reichsten ausgestattete Waffengrab der jüngeren Römerzeit (Flagghaug), sowie mit Stand von 2023 drei Schiffsgräber: Storhaug, das typologisch und radiologisch in das 8. Jahrhundert n. Chr. datiert wurde, Grønhaug das aus der ersten Hälfte des 10. Jahrhunderts stammt sowie dem Salhushaug, in dem bei einer Bodenradaruntersuchung ein Schiff gefunden wurde, nachdem der Hügel infolge historischer Untersuchungen für leer gehalten wurde. Die Datierung des Schiffsgrabes von Storhaug, bei dem es sich um die älteste derartige Bestattung in Skandinavien handelt, gab Anlass zu weitreichenden Spekulationen.
Die frühesten norwegische Könige der Schriftüberlieferung sind aus dem westlichen Landesteil überliefert. Somit befand sich die Wiege des norwegischen Königtums wahrscheinlich im Westen und nicht, wie von den Saga-Schreibern behauptet, im Osten des Landes.
Avaldsnes gehört zu den überlieferten Königssitzen am Ende der Wikingerzeit und war im 12. Jahrhundert ein Ort mit einer frühromanischen Steinkirche. Hier befand sich der Tingplatz (fjerdingsting) für das nördliche Rogaland.
Seit den 1980er Jahren verbreitet sich die Ansicht, Avaldsnes sei auch ein früher Hafen mit Handelsfunktion gewesen. Dies stützt sich u. a. auf den namenkundlichen Indikator (Lahamaren). Durch Studium mittelalterlicher Quellen wurde ermittelt, dass sich das als Nothow/Notau/Note bekannte Kontor der Hanse bei Avaldsnes befand, wo auch entsprechende archäologische Funde gemacht wurden. Die Bergung von Keramiken des 14./15. Jahrhunderts, die vornehmlich aus Deutschland und den Niederlanden stammt, gelang im Hafen. In Erweiterung dieser These kann davon ausgegangen werden, dass sogar, ähnlich wie in Gudme ein eisenzeitlicher Handelsplatz in Avaldsnes existierte, der jedoch vergleichsweise bescheidene Ausmaße hatte.

## Verkehr

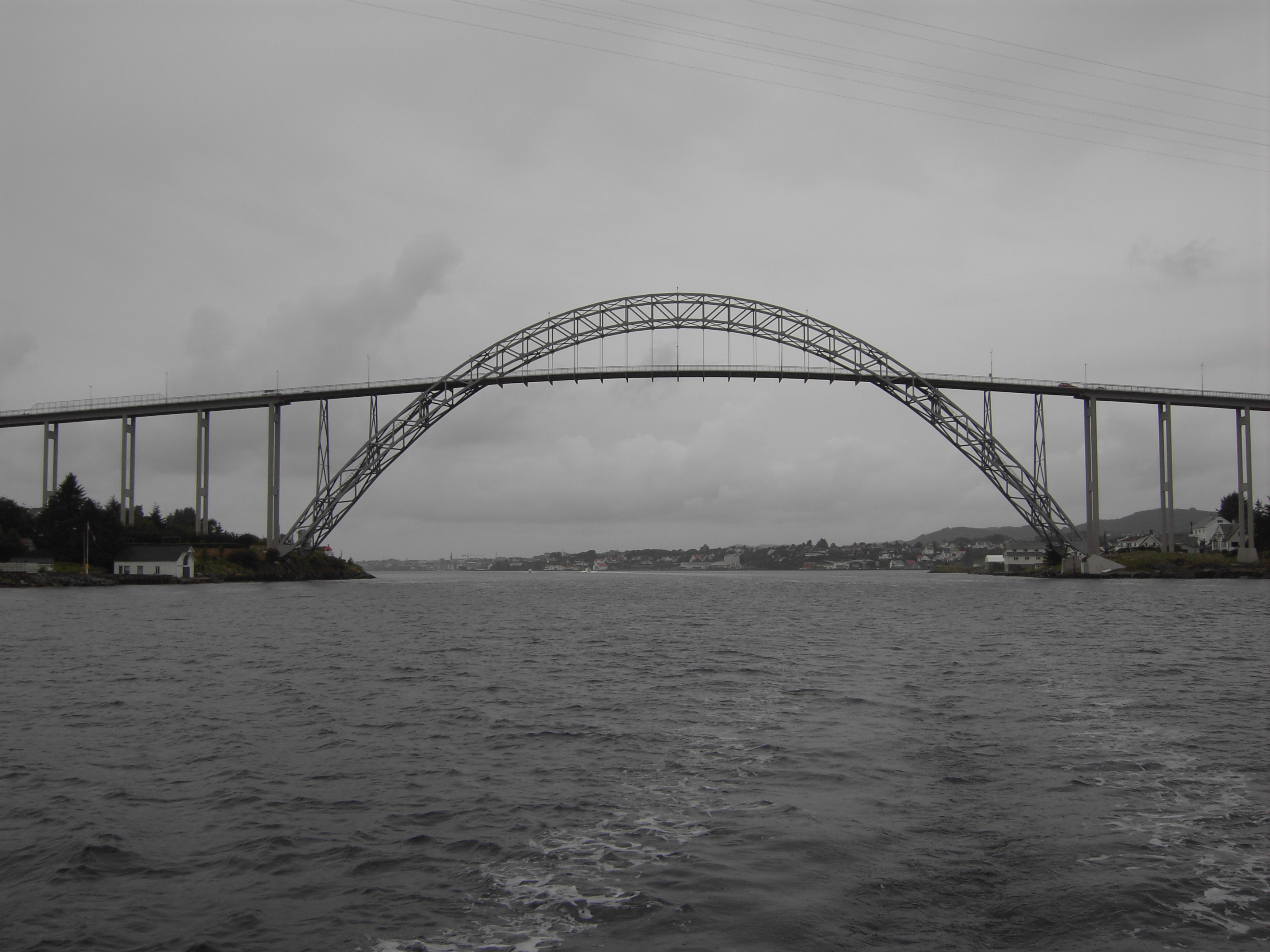
Karmsundbrücke

Skudeneshavn im Süden der Insel war von Stavanger über Mekjarvik per Fähre in etwas über einer Stunde zu erreichen. Diese wurde nach Eröffnung des Karmøytunnels eingestellt. Es gibt zurzeit (2021) keine für Radfahrer freigegebenen Verbindungen in Richtung Stavanger, außer über sehr große Umwege durch das Landesinnere. Von Avaldsnes führt die 650 Meter lange Karmsundbrücke nach Haugesund. Zur E 39 besteht seit 2013 eine unterseeische Straßenanbindung durch den 8900 m langen Karmøytunnel.
Der internationale Flughafen Haugesund verbindet die Region mit Oslo, Bergen, Sandefjord (Torp) und London (mit Ryanair).

## Wirtschaft
Neben Landwirtschaft, Handel, Fischerei und Schifffahrt spielt die Aluminiumherstellung (Hydro Aluminium Karmøy) eine große Rolle. Solstad Offshore als eine der größten Reedereien für Offshore-Arbeitsschiffe hat seinen Sitz in Karmøy.

## Kultur und Kunst

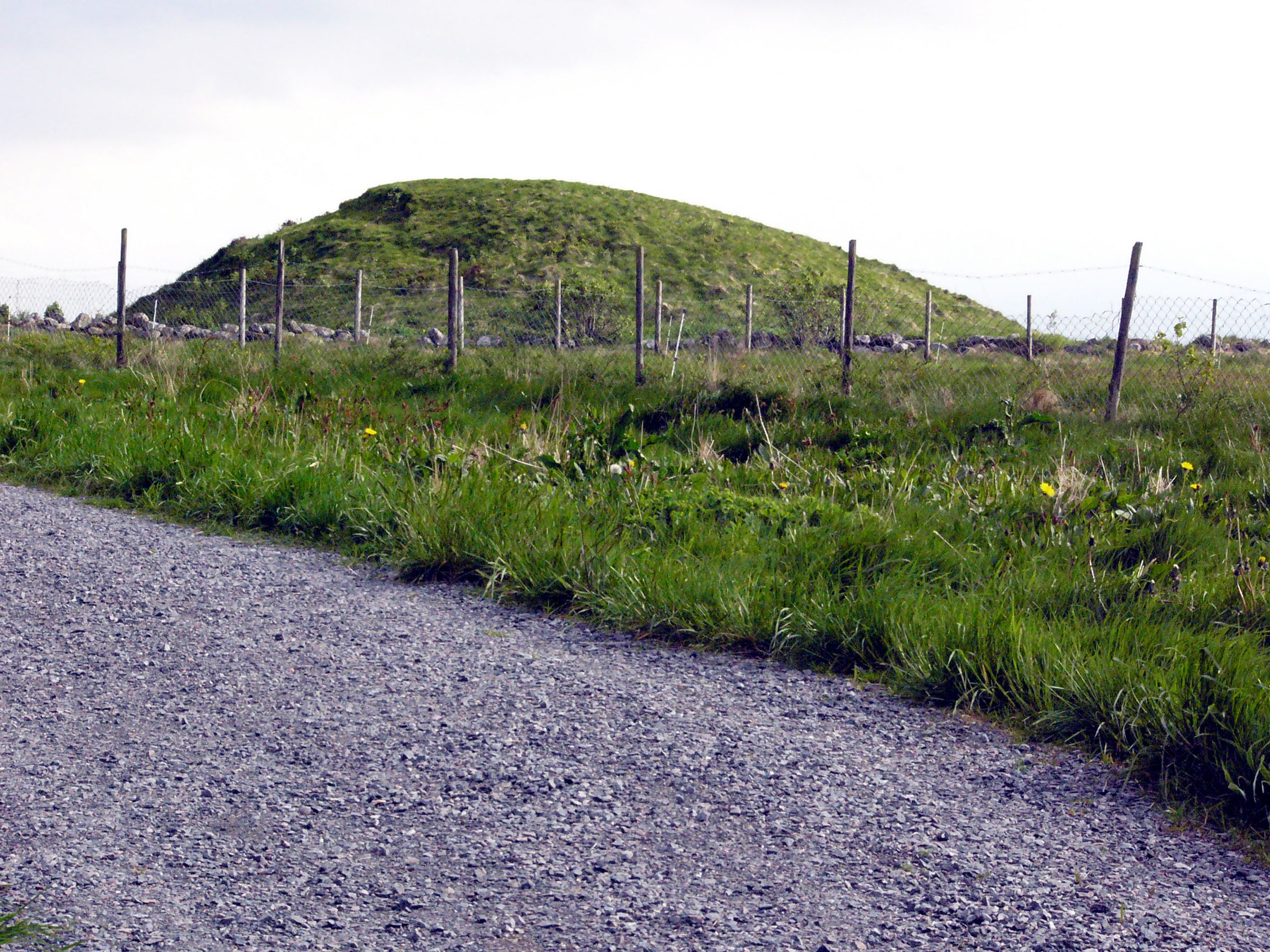
Hügelgrab auf Karmøy
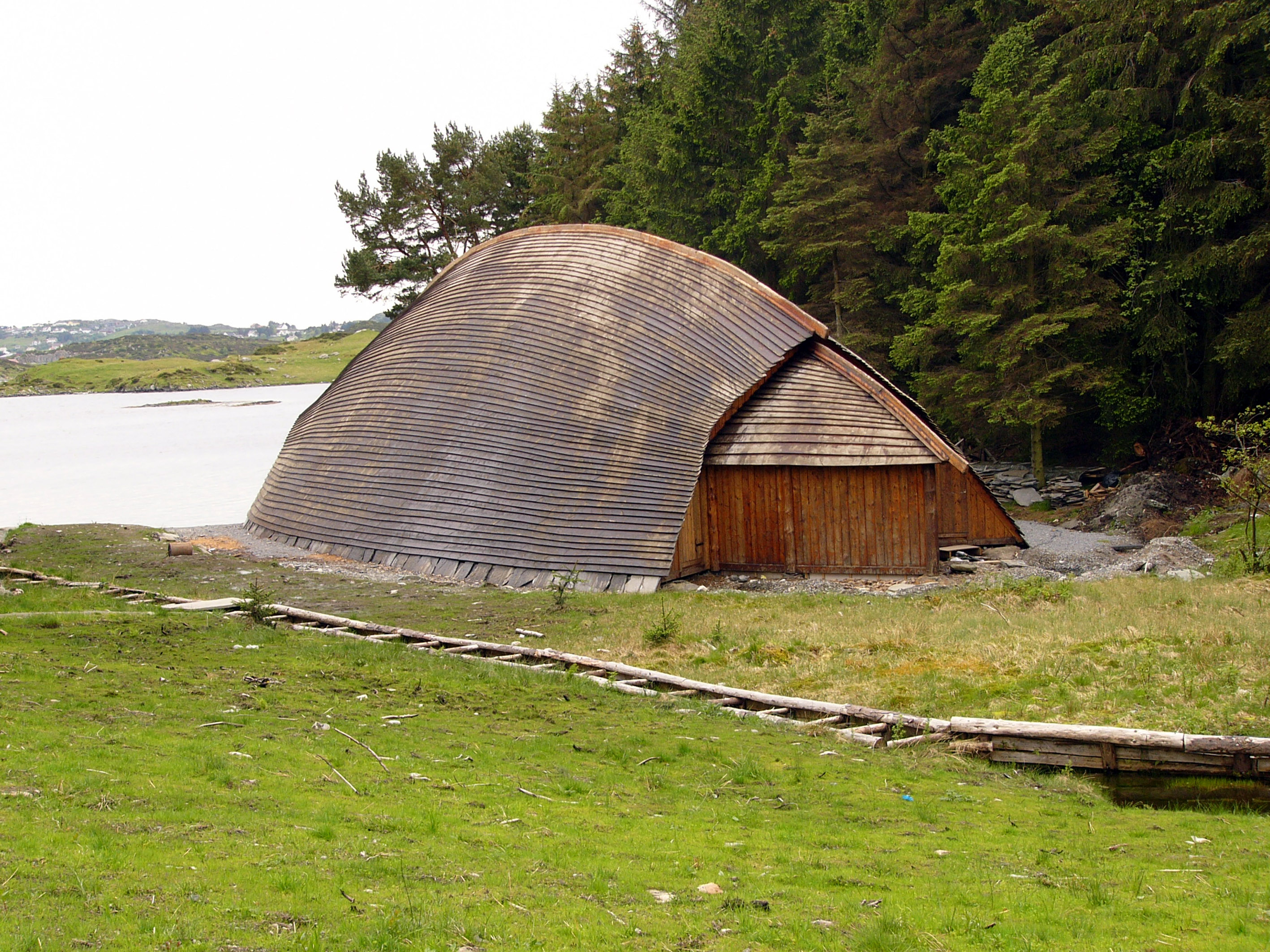
Rekonstruktion eines Wikingerhauses in Avaldsnes
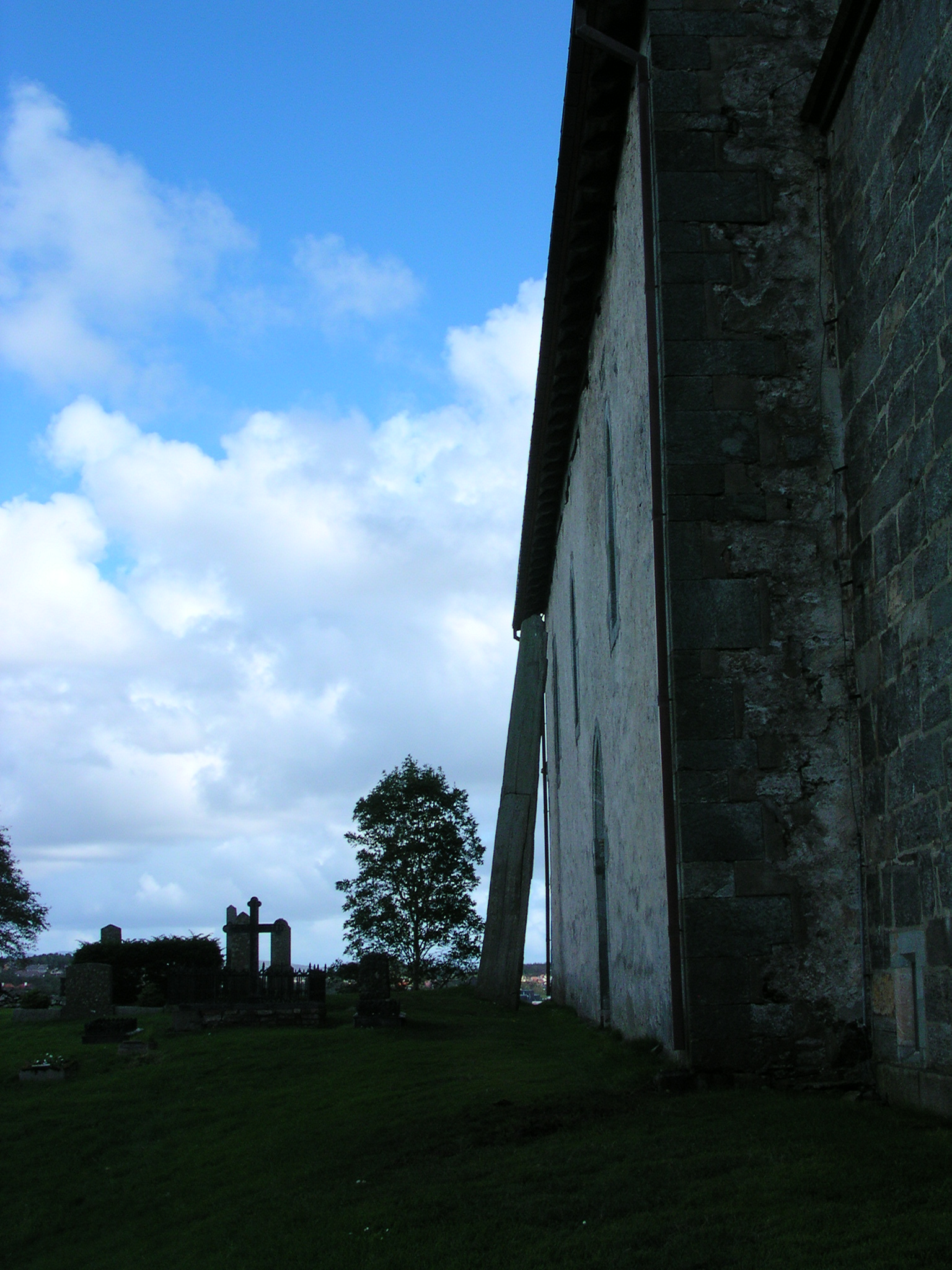
Avaldsnes Kirche Mit Nähnadel Marias

Avaldsnes war die Residenz Harald Schönhaars im 9. Jahrhundert. Sehenswert ist die Olavskirche aus dem 13. Jahrhundert mit Marias Nähnadel, einer Steinsäule. Im Frühjahr 2005 wurde ein unterirdisches Museum Nordvegen Historisches Zentrum eingeweiht. In der Nähe befindet sich die Rekonstruktion eines Wikingerdorfes. Am „Rehhügel“ (Avaldsnes) ist ein großes Gräberfeld aus der Bronze- und Eisenzeit zu besichtigen. Aber die ältesten Funde stammen aus der älteren Steinzeit. In der Jungsteinzeit gab es hier eine Flint-Industrie.
In Skudeneshavn mit seiner spätklassizistischen Altstadt gibt es das kleine Museum Maelandgåden mit Kaufmannsladen aus dem 19. Jahrhundert.
In Visnes gibt es ein Heimatmuseum auf dem Gelände einer ehemaligen Kupfermine. Aus dieser Mine stammt mutmaßlich das Kupfer für die Freiheitsstatue, die die Franzosen der Stadt New York schenkten.
Die Bautasteine bei Ferkingstad sind Zeugen der Wikingerzeit.

## Persönlichkeiten aus der Kommune Karmøy
- Þormóður Torfason (1636–1719), isländisch-dänischer Historiker
- Svein Munkejord (* 1948), Politiker
- Thorhild Widvey (* 1956), frühere Öl- und Energieministerin
- John Kåre Raake (* 1962), Drehbuchautor und Schriftsteller
- Leif Ove Andsnes (* 1970), klassischer Pianist
- Anne Margrethe Hausken (* 1976), Orientierungsläuferin
- Egil Østenstad, Fußballspieler